# Ариллус
Ари́ллус (от лат. arillus «кровелька», «мантия»), или ари́ллюс, или кро́велька, или присемя́нник, или присеме́нник, — окружающий семя, но не срастающийся с ним вырост семяножки (части семязачатка, при помощи которой он соединяется с плацентой). Ариллусы по форме — это кольцевидные, мешковидные или оболочкоподобные образования.
Иногда термин «ариллус» понимают более широко — и как вырост семяножки, не срастающийся с семенем (такой ариллус называют истинным ариллусом), и как вырост семенной кожуры (последний называют ариллоидом, или ложным ариллусом, или ложной кровелькой).
Ариллусы нередко отличаются яркой окраской (которая может быть жёлтой, красной и даже синей) и сочной мякотью, которая может содержать масла, дубильные вещества, белок и крахмал. Всё это привлекает потенциальных распространителей семян — птиц и насекомых, поэтому для растений, имеющих ариллусы, свойственны орнитохория и мирмекохория.
Истинные ариллусы встречаются у растений из родов Бересклет (Euonymus), Бульбина (Bulbina), Гиббертия (Hibbertia), Медуница (Pulmonaria), Страстоцвет (Passiflora), Тис (Taxus) и многих других.
Ариллоиды (ложные ариллусы) характерны для растений из родов Клузия (Clusia), Копытень (Asarum), Мускатный орех (Myristica).
| |  |
| Слева: сочные сладковатые оранжевые ариллусы (присемянники) бересклета бородавчатого (Euonymus verrucosus), окружающие чёрные семена, привлекают реполовов (Carduelis cannabina) и других птиц (для человека ариллусы бересклета ядовиты, но для птиц съедобны). Справа: Красные ариллусы австралийского растения aлектрион (Alectryon) |  |